# Oscar Cibiel
Pour les articles homonymes, voir Cibiel.
Oscar Cibiel est un homme politique français né le 3 novembre 1850 à Niort (Deux-Sèvres) et décédé le 23 septembre 1920 à Paris.
Médecin, il est conseiller général du canton de Lusignan de 1898 à 1919 et député de la Vienne de 1906 à 1910, inscrit au groupe de la Gauche démocratique.

## Sources
- « Oscar Cibiel », dans le Dictionnaire des parlementaires français (1889-1940), sous la direction de Jean Jolly, PUF, 1960 [détail de l’édition]